# Castelo Barnard
O Castelo Barnard é um castelo medieval em ruínas localizado na cidade de mesmo nome no condado de Durham.

## História
Um castelo de p|edra foi construído no local de uma posição anteriormente defendida entre 1095 e 1125 por Guy de Balliol. Entre 1125 e 1185 seu sobrinho Bernard de Balliol e seu filho Bernard II ampliaram o edifício.
Em 1216, o castelo foi sitiado por Alexandre II, rei da Escócia. Ainda era propriedade da família Balliol, embora sua propriedade fosse disputada pelos bispos de Durham. Quando John Balliol foi deposto como Rei da Escócia em 1296, o castelo foi passado para o Bispo de Durham. Por volta de 1300, Eduardo I concedeu-o ao conde de Warwick. No século XV, o castelo passou por casamento com a família Neville. Em 1477, durante a Guerra das Rosas, Ricardo, duque de Gloucester (mais tarde Ricardo III) tomou posse do castelo, que se tornou uma de suas residências favoritas.